# L'Étoile (Giura)
L'Étoile è un comune francese di 577 abitanti situato nel dipartimento del Giura nella regione della Borgogna-Franca Contea.

## Società

### Evoluzione demografica
Abitanti censiti